# Bulbophyllum pandurella
Bulbophyllum pandurella är en orkidéart som beskrevs av Rudolf Schlechter. Bulbophyllum pandurella ingår i släktet Bulbophyllum och familjen orkidéer. Inga underarter finns listade i Catalogue of Life.